# Xia Gui

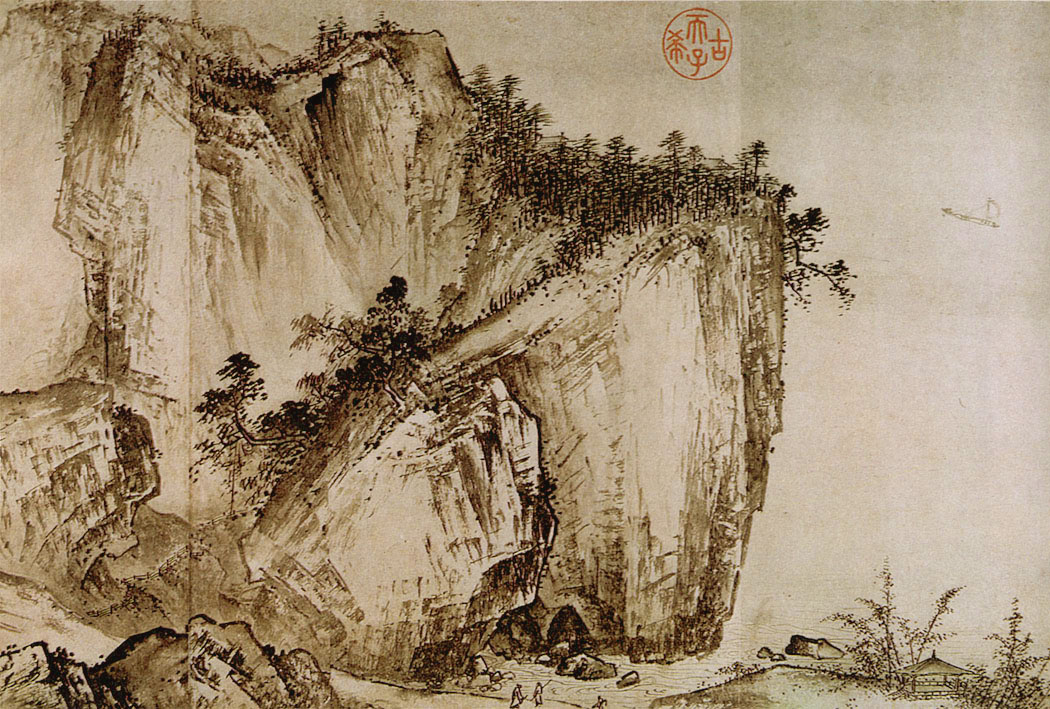
Utsikt över bäckar och berg, av Xia Gui

Xia Gui, född 1180, troligen i Hangzhou, död 1230, var en kinesisk landskapsmålare under Songdynastin. Han var hovmålare under kejsar Ningzong (1194–1224).

## Biografi
Mycket litet är känt om hans liv och endast ett fåtal av hans verk finns bevarade, men han anses allmänt, och särskilt i Japan där hans namn utläses "Kakei", vara en av Kinas största konstnärer. Hans lärare är okända, men hans kända arbeten tyder på ett starkt inflytande från Li Tang, en framstående målare, som påverkat nästan alla kinesiska landskapsmålare under 1100-talet.
Xia Gui fortsatte traditionen av Li Tang och förenklade ytterligare den tidigare Songstilen för att uppnå en mera omedelbar, slående effekt. Han var särskilt känd för sin skickliga användning av tomma utrymmen, där han formade motivet med fasta och avgörande penseldrag. Hans perspektivbehandling närmar sig mycket den europeiska konstens.
Hans lätta, nästan impressionistiska landskap i tusch har efterbildats i Östasien långt efter hans död.
Tillsammans med Ma Yuan grundade han den så kallade Ma-Xia-skolan, som var en av de viktigaste under perioden.
Även om Xia Gui var populär under sin livstid, led hans rykte efter hans död av det som drabbade alla målare ur södra Song-skolan. Trots detta har några målare, bland andra den japanske mästaren Sesshū Tōyō, fortsatt hans tradition i flera hundra år.